# Bizarre ! Bizarre !
Pour les articles homonymes, voir Bizarre.
Pour la série télévisée créée par Roald Dahl, voir Bizarre, bizarre.
Bizarre! Bizarre!  est un recueil de quinze nouvelles de Roald Dahl traduites en français. Ces nouvelles sont toutes issues du recueil original de dix-huit nouvelles Someone Like You publié en 1953 par Alfred Knopf. La première édition de Bizarre! Bizarre! paraît en 1962 aux éditions Gallimard dans la collection L'Air du Temps. 
Le recueil Someone Like You remporte le « Prix Edgar-Allan-Poe de la meilleure nouvelle » en 1954. Il comporte trois nouvelles supplémentaires qui ne figurent pas dans le recueil français (Mr. Feasey, Mr. Hoddy, Rummins).

## Liste des nouvelles
1. Le Connaisseur (Taste)
2. Coup de gigot (Lamb to the Slaughter)
3. Un homme du Sud (Man from the South)
4. Le Soldat (The Soldier)
5. Ma blanche colombe (My Lady Love, My Dove)
6. Foxley le galopant (Galloping Foxley)
7. Plouf ! (Dip in the Pool)
8. Peau (Skin)
9. Venin (Poison)
10. Jeu (The Wish)
11. Cou (Neck)
12. La Machine à capter les sons (The Sound Machine)
13. Nunc dimittis (Nunc Dimittis)
14. La Grande Grammatisatrice automatique (The Great Automatic Grammatizator)
15. Le Chien de Claude (The Ratcatcher)